# Liste der Kulturdenkmäler in Dorn-Dürkheim
In der Liste der Kulturdenkmäler in Dorn-Dürkheim sind alle Kulturdenkmäler der rheinland-pfälzischen Ortsgemeinde Dorn-Dürkheim aufgeführt. Grundlage ist die Denkmalliste des Landes Rheinland-Pfalz (Stand: 3. April 2024).

## Einzeldenkmäler
| Bezeichnung                  | Lage                                                                        | Baujahr                           | Beschreibung | Bild                           |
| ---------------------------- | --------------------------------------------------------------------------- | --------------------------------- | --- | ------------------------------ |
| Pforte                       | Alsheimer Straße, an Nr. 13 Lage                                            | frühes 19. Jahrhundert            | Fußgängerpforte mit aufgedoppeltem Türblatt, wohl aus dem frühen 19. Jahrhundert | BW                             |
| Zehnthof                     | Die Fahrt 1 Lage                                                            | vor 1600                          | ehemaliger Zehnthof; Krüppelwalmdachbau, im Kern spätgotischer Wohnturm, um 1600 (Renaissancegewände, Putzreste) und im 18. Jahrhundert (Krüppelwalmdach) überformt; Bruchsteinscheune, 17. oder frühes 18. Jahrhundert, dreischiffiger Gewölbestall, um 1850 | BW                             |
| Scheune                      | Hauptstraße, zu Nr. 10 Lage                                                 | fortgeschrittenes 19. Jahrhundert | Querscheune, Bruchkalksteinbau, fortgeschrittenes 19. Jahrhundert | BW                             |
| Hofanlage                    | Hauptstraße 12 Lage                                                         | 19. und 20. Jahrhundert           | Dreiseithof; historisierendes Wohnhaus mit Fachwerkpartien, bezeichnet 1905, stattliche Ökonomie, zweite Hälfte des 19. Jahrhunderts, Speichergeschoss um 1900, Gartenpforte bezeichnet 1832, zweiteilige Hoftoranlage, bezeichnet 1770                       | BW                             |
| Hofanlage                    | Hauptstraße 17 Lage                                                         | 1895                              | Hakenhof; spätgründerzeitlicher Klinkerbau, bezeichnet 1895 | BW                             |
| Portal                       | Hauptstraße, an Nr. 18 Lage                                                 | spätes 18. Jahrhundert            | spätbarockes Hofportal, spätes 18. Jahrhundert | BW                             |
| Evangelisches Pfarrhaus      | Kirchgasse 6 Lage                                                           | um 1750                           | ehemaliges evangelisches Pfarrhaus; spätbarocker Krüppelwalmdachbau, um 1750 | BW                             |
| Evangelische Kirche          | Kirchgasse 9 Lage                                                           | 14. Jahrhundert                   | nachgotischer Saalbau, bezeichnet 1618 (1587?) unter Einbeziehung älterer Teile (14. Jahrhundert), mittelalterlicher Turm, oberer Abschluss von 1860; ortsbildprägend                                                                                         | weitere Bilder Fotos hochladen |
| Kriegerdenkmal               | Raiffeisenstraße, gegenüber Nr. 2 Lage                                      | 1881                              | Kriegerdenkmal 1870/71; auf zweistufigem Postament antikisierende Gelbsandsteinsäule, bekrönt von gusseisernem Adler, bezeichnet 1881 von Philipp Bender, Worms                                                                                               | BW                             |
| Wohnhaus                     | Rathausstraße 1 Lage                                                        | 1818                              | eingeschossiger Bau mit Fachwerkkniestock, bezeichnet 1818; straßenbildprägend | Fotos hochladen                |
| Rathaus                      | Rathausstraße 19 Lage                                                       | 1890                              | ehemalige Schule; gründerzeitlicher bichromer Klinkerbau, bezeichnet 1890 | Fotos hochladen                |
| Katholische Kirche St. Josef | Rathausstraße 23 Lage                                                       | 1891                              | neugotischer Saalbau mit eingestelltem Frontturm, 1891 unter Einbeziehung älterer Teile (1745) | weitere Bilder Fotos hochladen |
| Friedhof                     | nordöstlich des Ortes; Flur Auf dem Falltor Lage                            | vor 1886                          | vor 1886 angelegtes Reckteckareal; Kriegerdenkmal 1914/18, kleine gärtnerische Anlage, 1927, Kunststeinpfeiler, davor eiserne Kreuze zur Erinnerung an Krieg 1870/71                                                                                          | weitere Bilder Fotos hochladen |
| Grenzstein                   | südöstlich des Ortes an der Gemarkungsgrenze mit Alsheim; Flur Kahlmit Lage | 1661                              | stelenförmiger Grenzstein, bezeichnet 1661 | BW                             |